# Альбула (регіон)
Альбула (нім. Region Albula, ромш. Regiun Alvra) — регіон у Швейцарії в кантоні Граубюнден.
Адміністративний центр — Альбула/Альвра.

## Громади
У таблиці наведено список громад округу станом на 2022 рік, населення та площа станом на 2019 рік.

| Українська назва | Оригінальна назва | Код BFS | Населення | Площа |
| ---------------- | ----------------- | ------- | --------- | ----- |
| Альбула/Альвра   | Albula/Alvra      | 3542    | 1283      | 93,9  |
| Бергюн-Філізур   | Bergün Filisur    | 3544    | 898       | 190,1 |
| Вац              | Vaz/Obervaz       | 3506    | 2786      | 42,5  |
| Зурсес           | Surses            | 3543    | 2327      | 323,8 |
| Ланч/Ленц        | Lantsch/Lenz      | 3513    | 539       | 21,8  |
| Шміттен          | Schmitten (GR)    | 3514    | 221       | 11,4  |